# دولة النمسا الاتحادية
الدولة الاتحادية للنمسا (الاسم المحلي: Ständestaat بمعنى الدولة التعاونية أو دولة الشراكة) هو تعبير يشير إلى النمسا في الفترة من 1934 وحتى 1938، والتي كانت وفقًا لتعريفها لنفسها دولة غير حزبية، ولكنها في الواقع كانت دولة تعمل بنظام الحزب الواحد بقيادة جبهة أرض الآباء الفاشية.
يقصد بمفهوم الدولة التعاونية الدعائي (المشتق من كلمة Stände بمعنى العقارات)، والذي دعى إليه سياسيين كبار مثل إنغلبرت دولفوس وكورت شوشنك، وهو مفهوم يتألف من نظام حكومة سلطوي يحمل طابعًا كاثوليكيًا متميزًا.

## التاريخ
في منتصف 1890، كان مؤسسو وأعضاء محافظين ل الحزب الاجتماعي المسيحي النمساوي المعروف ب CS مثل كارل فون فرايهر وعمدة فيينا كارل لويجير لوضع طريقة لمناهضة الليبرالية في المقام الأول على الرغم من المنظور الاقتصادي في إفقار البروليتاريا وأقل من الطبقة المتوسطة. تشير بقوة إلى مذهب التعاليم الكاثوليكية الاجتماعية، وتحريكها ضد الحركة العمالية النمساوية بقيادة الاشتراكيين الديموقراطيين، والتحيزات المعادية للسامية أخذت بالانتشار أيضا.

## انقلاب ذاتي
خلال فترة الكساد العظيم في الجمهورية النمساوية الأولى في بداية الثلاثينات من القرن الماضي، عمل الحزب الاجتماعي المسيحي متابعة وبقرار الصادر عن البابا بيوس الحادي عشر في عام 1931 الساعي للتغلب على فكرة الصراع الطبقي الجاري من تنفيذ نموذج نقابية للحكومة على غرار الفاشية الإيطالية. السياسي انجلبرت دولفب، عُين مستشاراً للنمسا في عام 1932، في 4 مارس 1933 انتهز الفرصة لاستقالة كارل رينر من رئاسة المجلس الوطني النمساوي، وبعد مخالفات وقعت خلال عملية التصويت. دعا دولفب الحادث بأنه «قضاء ذاتي» (Selbstausschaltung) من البرلمان، وكانت الجلسة التالية يوم 15 مارس هزم من قبل القوات التابعة لقسم شرطة فيينا. لم حزبه زميل الرئيس فيلهلم فيما يتعلق بانتصار هتلر في الانتخابات الألمانية من 5 مارس 1933 لم تتخذ أي إجراءات لاستعادة الديمقراطية.